# Lijst van Tweede Kamerleden 1959-1963

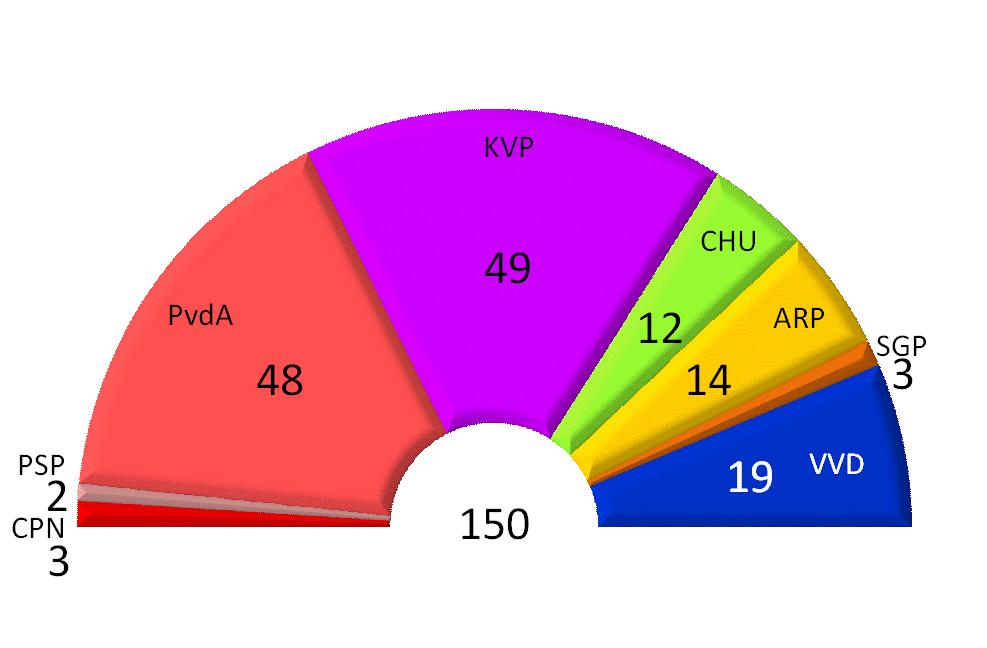
Zetelverdeling Tweede Kamer 1959-1963.

De samenstelling van de Tweede Kamer der Staten-Generaal 1959-1963 biedt een overzicht van de Tweede Kamerleden in de periode tussen de Tweede Kamerverkiezingen van 12 maart 1959 en de Tweede Kamerverkiezingen van 15 mei 1963. De regering werd in mei 1959 gevormd door het kabinet-De Quay. De zittingsperiode ging in op 20 maart 1959. Er waren 150 Tweede Kamerleden.
De partijen staan in volgorde van grootte. De politici staan in alfabetische volgorde, uitgezonderd de fractievoorzitter, die telkens vetgedrukt als eerste van zijn of haar partij vermeld staat.

## Gekozen bij de verkiezingen van 12 maart 1959

### KVP (49 zetels)
- Carl Romme, fractievoorzitter
- Leo Albering
- Jan Andriessen
- Fons Baeten
- Pieter Blaisse
- Pieter Bogaers
- Tiemen Brouwer
- Jo Cals
- Sjef van Dongen
- Harry van Doorn
- Willem Jozef Droesen
- Anthony Ernst Mary Duynstee
- Ben Engelbertink
- Johannes Josephus Fens
- Theo de Graaf
- Nico van den Heuvel
- Martinus Maria Aloysius Antonius Janssen
- Cor Kleisterlee jr.
- Marga Klompé
- Theo Koersen
- Jo van Koeverden
- Eric Kolfschoten
- Wim de Kort
- Rad Kortenhorst
- Dick Laan
- Anton Lucas
- Jos Maenen
- Cees van Meel
- Harry Moorman
- Wiel Mulders
- Agnes Nolte
- Jan Mathijs Peters
- Wil Peters
- Kees van der Ploeg
- Karel van Rijckevorsel
- Norbert Schmelzer
- Wim Schuijt[1]
- Siegfried Stokman
- Frans-Joseph van Thiel
- Gerard Veldkamp[2]
- Netty de Vink
- Frans van Vliet
- Jan de Vreeze
- Toon Weijters
- Charles Welter
- Herman Witte
- André de Wolf
- Harrie van der Zanden
- Johan Zwanikken

### PvdA (48 zetels)
- Jaap Burger, fractievoorzitter
- Ies Baart[2]
- Jan Berger
- Jaap Blom
- Jan Bommer
- Frits Daams
- Cees Egas
- Huub Franssen
- Frans Goedhart
- Marinus van der Goes van Naters[2]
- Took Heroma-Meilink
- Henk Hofstra
- Jacques de Kadt
- Cors Kleijwegt
- Jo Koopman
- Johannes Jacobus Kramer
- Ferdinand Jan Kranenburg
- Jan Lamberts
- Trees Lemaire
- Kees van Lienden
- Theo van Lier
- Gerard Nederhorst
- Connie Patijn
- Harry Peschar
- Siep Posthumus
- Jan Reehorst
- Dirk Roemers
- Corrie de Roos-Oudegeest
- Geert Ruygers
- Ivo Samkalden
- Johan Scheps
- Tineke Schilthuis
- Fedde Schurer
- Ko Suurhoff
- Sjeng Tans
- Uke Tellegen-Veldstra
- Bas van den Tempel
- Joop den Uyl
- Albert Venverloo
- Anne Vermeer
- Evert Vermeer
- Willem Vermooten
- Anne Vondeling
- Henk Vredeling
- Maarten Vrolijk
- Theo Westerhout
- Wiebe Wierda
- Joan Willems

### VVD (19 zetels)
- Pieter Oud, fractievoorzitter
- Cees Berkhouwer
- Jeanette ten Broecke Hoekstra
- Johan Cornelissen
- Jean Hubert Couzy
- Frederik Gerard van Dijk
- Molly Geertsema
- Floor den Hartog
- Simon Korteweg[3]
- Henk Korthals
- Herman François van Leeuwen
- Govert Ritmeester
- Dirk Schuitemaker
- Haya van Someren-Downer
- Joke Stoffels-van Haaften
- Edzo Toxopeus
- Binne Pieter van der Veen
- Martin Visser
- Roelof Zegering Hadders

### ARP (14 zetels)
- Sieuwert Bruins Slot, fractievoorzitter
- Jan van Aartsen
- Barend Biesheuvel
- Arend Biewenga
- Jan van Eibergen
- Henk van Eijsden
- Cees Hazenbosch
- Garmt Kieft
- Jan Meulink
- Kees van Nierop[1]
- Anton Roosjen
- Jan Smallenbroek
- Ep Verkerk
- Thieleman Versteeg

### CHU (12 zetels)
- Hendrik Tilanus, fractievoorzitter
- Henk Beernink
- Michael Rudolph Hendrik Calmeyer
- Isaäc Nicolaas Theodoor Diepenhorst
- Henk Kikkert
- Cor van Mastrigt
- Durk van der Mei
- Cor van der Peijl
- Jo de Ruiter
- Jan Schmal
- Frits van de Wetering
- Christine Wttewaall van Stoetwegen

### CPN (3 zetels)
- Paul de Groot, fractievoorzitter
- Marcus Bakker
- Cor Borst

### SGP (3 zetels)
- Pieter Zandt, fractievoorzitter
- Cor van Dis
- David Kodde

### PSP (2 zetels)
- Nico van der Veen, fractievoorzitter
- Henk Lankhorst

## Bijzonderheden
- Joseph Luns (KVP) en Jelle Zijlstra (ARP) bedankten voor hun verkiezing als Tweede Kamerlid. Hun opvolgers Wim Schuijt (KVP) en Kees van Nierop (ARP) werden op 26 mei 1959 geïnstalleerd.

## Tussentijdse mutaties

### 1959
- 19 mei: Jo Cals, Marga Klompé, Norbert Schmelzer, Gerard Veldkamp (allen KVP) Henk Korthals, Edzo Toxopeus (beiden VVD), Jan van Aartsen (ARP) en Michael Rudolph Hendrik Calmeyer (CHU) namen ontslag vanwege hun benoeming tot minister of staatssecretaris in het kabinet-De Quay. Hun opvolgers waren Eugenius Gerardus Maria Roolvink, Jopie Knol, Truus Kok, Willem Assmann (allen KVP), Han Corver, Ada Kuiper-Struyk (beiden VVD), Wim Aantjes (ARP) en Jur Mellema (CHU). Roolvink, Knol, Kok, Assmann, Kuiper-Struyk werden op 26 mei dat jaar geïnstalleerd, Corver op 16 juni 1959 en Mellema op 15 juli 1959.
- 16 oktober: Herman Witte (KVP) nam ontslag vanwege zijn benoeming tot burgemeester van Eindhoven. Zijn opvolger Martien van Helvoort werd op 5 november dat jaar geïnstalleerd.

### 1960
- 30 mei: Evert Vermeer (PvdA) overleed. Zijn opvolger Arie Jan Schouwenaar werd op 21 juni dat jaar geïnstalleerd.
- 1 september: Ivo Samkalden (PvdA) nam ontslag vanwege zijn benoeming tot hoogleraar aan de Rijksuniversiteit van Leiden. Zijn opvolger Arie Verhoef werd op 21 september  dat jaar geïnstalleerd.
- 16 september: Cor van Mastrigt (CHU) nam ontslag vanwege zijn verkiezing tot lid van de Eerste Kamer der Staten-Generaal. Zijn opvolger Wil van Gelder werd op 25 oktober dat jaar geïnstalleerd.
- 25 oktober: Carl Romme liet zich wegens ziekte vervangen als fractievoorzitter van de KVP, Jan Andriessen werd aangesteld als waarnemend fractievoorzitter.

### 1961
- 1 januari: Henk Hofstra (PvdA) nam ontslag vanwege zijn benoeming tot financieel directeur en ondervoorzitter van de raad van bestuur van Verolme Verenigde Scheepswerven. Zijn opvolger Sijbrand Schagen werd op 10 januari dat jaar geïnstalleerd.
- 10 januari: Cees Hazenbosch (ARP) overleed. Zijn opvolger Jan van Bennekom werd op 21 februari dat jaar geïnstalleerd.
- 17 februari: Carl Romme (KVP) nam ontslag vanwege zijn benoeming tot lid van de Raad van State. Zijn opvolger Ben van Buel werd op 25 april dat jaar geïnstalleerd.
- 4 maart: Pieter Zandt (SGP) overleed. Hij werd als fractievoorzitter van de SGP op 7 maart dat jaar opgevolgd door Cor van Dis. Zandts opvolger in de Tweede Kamer, Marinus Abraham Mieras, werd op 13 juni dat jaar geïnstalleerd.
- 18 september: Jan Andriessen trad af als waarnemend fractievoorzitter van de KVP. Hij werd een dag later opgevolgd door Wim de Kort.
- 16 december: Johannes Josephus Fens (KVP) nam ontslag vanwege zijn benoeming tot lid van de Raad van State. Zijn opvolger Eddy Visch werd op 21 december dat jaar geïnstalleerd.

### 1962
- 25 januari: Jan Mathijs Peters (KVP) overleed. Zijn opvolger Jan Maenen werd op 13 maart dat jaar geïnstalleerd.
- 19 februari: Kees van Nierop (ARP) nam ontslag omdat hij zijn Tweede Kamerlidmaatschap moeilijk kon combineren met zijn functie van secretaris van het Christelijk Nationaal Vakverbond. Zijn opvolger Antoon Veerman werd op 3 april dat jaar geïnstalleerd.
- 1 maart: Frans van Vliet (KVP) vertrok uit de Tweede Kamer in verband met zijn drukke bezigheden als wethouder van Eindhoven. Zijn opvolger Rinus Broos werd op 8 mei dat jaar geïnstalleerd.
- 1 april: Cor Borst (CPN) vertrok uit de Tweede Kamer omdat zijn werk als parlementslid hem te zwaar werd. Zijn opvolger Tjalle Jager werd op 11 april dat jaar geïnstalleerd.
- 20 april: Nico van der Veen (PSP) overleed. Hij werd als fractievoorzitter van de PSP een dag later opgevolgd door Henk Lankhorst. Van der Veens opvolger als Tweede Kamerlid, Oene Noordenbos, werd op 7 juni dat jaar geïnstalleerd.
- 12 juni: Theo Koersen (KVP) overleed. Zijn opvolger Jacques Aarden werd op 12 juli dat jaar geïnstalleerd.
- 12 september: Frits van de Wetering (CHU) overleed. Zijn opvolger Harmen Gerbrandij werd op 4 oktober dat jaar geïnstalleerd.
- 16 september: Jaap Burger (PvdA) trad terug als fractievoorzitter van de PvdA en Tweede Kamerlid na kritiek op zijn politieke stijl. Anne Vondeling volgde hem op 25 september dat jaar op als fractievoorzitter. Burgers opvolger als Tweede Kamerlid, Henk Engelsman, werd op 18 september dat jaar geïnstalleerd.
- 1 oktober: Kees van Lienden (PvdA) nam ontslag vanwege zijn benoeming tot lid van de Gedeputeerde Staten van Noord-Brabant. Zijn opvolger Cor Brandsma werd op 16 oktober dat jaar geïnstalleerd.
- 12 december: Arie Jan Schouwenaar (PvdA) overleed. Zijn opvolger Rob van den Bergh werd op 8 januari 1963 geïnstalleerd.

### 1963
- 13 januari: Rad Kortenhorst (KVP) overleed. Zijn opvolger Louis Horsmans werd op 13 maart dat jaar geïnstalleerd.

1815-1818 ·
1818-1821 ·
1821-1824 ·
1824-1827 ·
1827-1830 ·
1830-1833 ·
1833-1836 ·
1836-1839 ·
1839-1842 ·
1842-1845 ·
1845-1848 ·
1848-1849 ·
1849-1850 ·
1850-1852 ·
1852-1853 ·
1853-1854 ·
1854-1856 ·
1856-1858 ·
1858-1860 ·
1860-1862 ·
1862-1864 ·
1864-1866 ·
1866 (sep) ·
1866-1868 ·
1868-1869 ·
1869-1871 ·
1871-1873 ·
1873-1875 ·
1875-1877 ·
1877-1879 ·
1879-1881 ·
1881-1883 ·
1883-1884 ·
1884-1886 ·
1886-1887 ·
1887-1888 ·
1888-1891 ·
1891-1894 ·
1894-1897 ·
1897-1901 ·
1901-1905 ·
1905-1909 ·
1909-1913 ·
1913-1917 ·
1917-1918 ·
1918-1922 ·
1922-1925 ·
1925-1929 ·
1929-1933 ·
1933-1937 ·
1937-1946 ·
1946-1948 ·
1948-1952 ·
1952-1956 ·
1956-1959 ·
1959-1963 ·
1963-1967 ·
1967-1971 ·
1971-1972 ·
1972-1977 ·
1977-1981 ·
1981-1982 ·
1982-1986 ·
1986-1989 ·
1989-1994 ·
1994-1998 ·
1998-2002 ·
2002-2003 ·
2003-2006 ·
2006-2010 ·
2010-2012 ·
2012-2017 ·
2017-2021 ·
2021-2023 ·
2023-heden
Overzicht historische zetelverdeling